# Jean Jacques Rippert
Jean Jacques Rippert /ʒɑ̃ ʒak ʁiˈpɛʁ/ (circa 1645 – Parigi, 1716) è stato un costruttore di strumenti a fiato francese.

## Vita
Rippert, presumibilmente un tedesco emigrato a Parigi, era un famoso contemporaneo di Jean Hotteterre e Pierre Naust. I suoi strumenti, molto ricercati, erano considerati fra i migliori, al pari di quelli di Hotteterre.
Deve aver ricevuto la sua formazione dallo stesso maestro di Pierre Jaillard Bressan. Nel 1716 il consigliere von Uffenbach di Francoforte lo descriveva nel suo famoso diario di viaggio come un vecchio scontroso e brontolone. Von Uffenbach, che incontrò anche Hotteterre, alla fine preferì commissionare a Rippert due flauti per un suo nipote di Francoforte. Rippert amava costruire strumenti sontuosi e pregiati, come dimostrano i circa 30 suoi strumenti che ci sono pervenuti.
I suoi flauti traversi hanno una cameratura molto ampia, anche più di quelli di Hotteterre, conferendo agli strumenti un timbro robusto e pieno (rispetto a quelli di Hotteterre).
Come firma della propria bottega utilizzava un marchio a fuoco con un delfino stilizzato sopra il suo nome.
È interessante notare che un flauto di Rippert (ora parte di una collezione privata a Parigi) potrebbe essere servito da modello per uno strumento di Jacob Denner, noto costruttore di Norimberga, in avorio e discendente al do andato perduto durante la Seconda guerra mondiale (in precedenza conservato al Musikinstrumenten-Museum di Berlino). Fortunatamente una fotografia di Curt Sachs in Sammlung alter Musikinstrumente bei der Staatlichen Hochschule für Musik zu Berlin (1922, tavola 25) può ancora testimoniare la strabiliante somiglianza fra alcuni strumenti di Denner e di Rippert.
| Controllo di autorità | VIAF (EN) 226413119 · CERL cnp00679704 · GND (DE) 124716016 |